# Olivier Monssens
 (janvier 2015).
 (février 2020).
Si vous disposez d'ouvrages ou d'articles de référence ou si vous connaissez des sites web de qualité traitant du thème abordé ici, merci de compléter l'article en donnant les références utiles à sa vérifiabilité et en les liant à la section « Notes et références ».
 (février 2024).
La mise en forme du texte ne suit pas les recommandations de Wikipédia : il faut le « wikifier ».
Les points d'amélioration suivants sont les cas les plus fréquents :
- Les titres sont pré-formatés par le logiciel. Ils ne sont ni en capitales, ni en gras.
- Le texte ne doit pas être écrit en capitales (les noms de famille non plus), ni en gras, ni en italique, ni en « petit »…
- Le gras n'est utilisé que pour surligner le titre de l'article dans l'introduction, une seule fois.
- L'italique est rarement utilisé : mots en langue étrangère, titres d'œuvres, noms de bateaux, etc.
- Les citations ne sont pas en italique mais en corps de texte normal. Elles sont entourées par des guillemets français : « et ».
- Les listes à puces sont à éviter, des paragraphes rédigés étant largement préférés. Les tableaux sont à réserver à la présentation de données structurées (résultats, etc.).
- Les appels de note de bas de page (petits chiffres en exposant, introduits par l'outil «  Source ») sont à placer entre la fin de phrase et le point final[comme ça].
- Les liens internes (vers d'autres articles de Wikipédia) sont à choisir avec parcimonie. Créez des liens vers des articles approfondissant le sujet. Les termes génériques sans rapport avec le sujet sont à éviter, ainsi que les répétitions de liens vers un même terme.
- Les liens externes sont à placer uniquement dans une section « Liens externes », à la fin de l'article. Ces liens sont à choisir avec parcimonie suivant les règles définies. Si un lien sert de source à l'article, son insertion dans le texte est à faire par les notes de bas de page.
- La présentation des références doit suivre les conventions bibliographiques. Il est recommandé d'utiliser les modèles {{Ouvrage}}, {{Chapitre}}, {{Article}}, {{Lien web}} et/ou {{Bibliographie}}. Le mode d'édition visuel peut mettre en forme automatiquement les références.
- Insérer une infobox (cadre d'informations à droite) n'est pas obligatoire pour parachever la mise en page.

Pour une aide détaillée, merci de consulter Aide:Wikification.
Si vous pensez que ces points ont été résolus, vous pouvez retirer ce bandeau et améliorer la mise en forme d'un autre article.
Olivier Monssens, né le 19 juillet 1966 en Belgique, est un auteur et réalisateur de documentaires diffusés en France, en Belgique et dans différents pays européens.
Il est également producteur et présentateur d’émissions de radio et de télévision.

## Biographie
Passionné par la radio, la télévision et la presse depuis l'enfance (il a publié ses premiers articles à l'âge de 15 ans), Olivier Monssens a décroché un master en sociologie à l'ULB (Bruxelles) avant de se lancer professionnellement dans les médias en Belgique et en France. Après ses débuts à la radio publique belge (RTBF) l'été 1990, il se retrouve en février 1991 sur la chaîne RTL-TVi comme chroniqueur "livres & revues de presse décalées" dans une émission de télévision pour ados (Clip Clap), tout en signant des articles pour plusieurs magazines. Lors du lancement de la chaîne Club RTL par le même groupe en janvier 1995, il anime une émission de débat de société pour jeunes, Parce qu'on est jeune.
Un an plus tard, toujours en tant qu'indépendant, il rejoint la RTBF où il tiendra diverses chroniques à la radio, et ce sur recommandation de Marc Moulin qui lui proposera ensuite de rejoindre la fameuse équipe de La semaine infernale et du Jeu des dictionnaires (de 1998 à 2002).
Parallèlement, Olivier Monssens participe à la production et la scénarisation de nombreuses émissions de télévision.
En 2003, il réalise son premier documentaire pour ARTE (Marcel Superstar).
En 2004, Canal+Belgique se transforme en Be TV et il y présentera l’émission de rencontre Al dente chaque samedi à 20h en clair pendant sept saisons. Parallèlement, il réalise d'autres documentaires et participe à différentes émissions de radio et de télévision, dont un Vu de Belgique hebdomadaire pour le 13h de France 3.
De 2011 à 2014, il produit et présente sur La 1ère /RTBF l’émission humoristique On n’est pas rentré qui a révélé Guillermo Guiz, popularisé Alex Vizorek et par laquelle sont également passées Charline Vanhoenacker, Myriam Leroy et Laurence Bibot.
Depuis, Olivier Monssens poursuit la réalisation de documentaires pour ARTE, France Télévision, Canal +, le groupe TF1 et la RTBF tout en multipliant les aventures radiophoniques en France et en Belgique.

### Carrière
Si son parcours compte la présentation et la production d'émissions de radio et de télévision, le documentaire occupe une part essentielle de son travail. Parmi ses dernières réalisations : Jean-Claude Van Damme coup sur coup, Romy et Alain les éternels fiancés, Jim Morrison, derniers jours à Paris (également répertorié sous le titre Jim Morrison, the end), Disco Europe Express et High Energy - le disco survolté des années 80 pour ARTE (films aussi diffusés sur différentes chaînes européennes), ainsi que Dorothée, Hélène et les garçons : génération AB productions pour TF1/TMC ou encore Les Belges, ça ose tout pour France 3 (programmé en prime time en 2017 et 2018) 
Son premier documentaire, Marcel Superstar, date de 2003 et fut initié par Arte France, la ZDF et la RTBF dans le cadre d’une « soirée Thema ». Devenu culte pour les amateurs de kitcheries vinyliques autant que de success stories tendres et improbables, ce documentaire a depuis été multidiffusé par France 3 et la RTBF et projeté à de nombreuses occasions dont, récemment encore, lors du "Fame Festival" 2016 de la Gaité lyrique... treize ans après sa réalisation.
Il est également l'auteur, parmi une douzaine d'autres films, de Yolande Moreau, les nuages et la terre (2012 - Canal+ France / RTBF), Philippe Geluck, l’échappé belge (2013 - France 3 / RTBF) et Plastic Bertrand court toujours (2006 - France 3 / RTBF / TSR).
Devant la caméra, Olivier Monssens a aussi incarné pendant sept ans et 286 numéros l’émission de rencontre Al dente, diffusée chaque samedi à 20h en clair sur Betv/Canal+ Belgique d'octobre 2004 à juin 2011. Si le programme remonté offrait un format de 26 min, c'est au cours d'un vrai repas intimiste de près d'une heure et demie, dans un restaurant à chaque fois différent et choisi par l'invité (à Paris ou Bruxelles le plus souvent) qu'il « accouchait » de personnalités aussi diverses que Jamel Debbouze, Cécile de France, Charles Aznavour, Moby, Édouard Baer, Carole Bouquet, Jean-Pierre Marielle, Arno ou Emmanuelle Béart... révélant des facettes méconnues de leur parcours personnel et professionnel. Une longue série qui engrangea un réel succès critique et public.
En radio, il a produit et animé chaque jour sur La 1ère /RTBF de septembre 2011 à juin 2014 l’émission humoristique On n’est pas rentré qui a révélé Guillermo Guiz, popularisé Alex Vizorek et par laquelle sont également passées Charline Vanhoenacker (avant de décrocher sa propre émission sur France Inter avec Alex Vizorek), Myriam Leroy et Laurence Bibot.
Depuis septembre 2017, Olivier Monssens présente chaque semaine Radio Caroline (émission consacrée à la contreculture) sur Classic 21, la radio pop-rock de la RTBF et, depuis septembre 2020, une chronique intitulée Sur une bande magnétique un peu folle dans Le Mug présenté sur La Première / RTBF par Elodie de Selys et Xavier Van Buggenhout.
Olivier Monssens a également écrit avec Plastic Bertrand son autobiographie Ça plane, délires et des larmes aux éditions du Rocher.

### Télévision

#### Réalisation de documentaires
- En 2023, Jean-Claude Van Damme, coup sur coup pour ARTE
- En 2022, Romy & Alain, les éternels fiancés pour ARTE
- En 2021, Jim Morrison, derniers jours à Paris (également répertorié sous le titre Jim Morrison, the end) [13]pour ARTE
- En 2021, Ceci n'est pas un anniversaire, les Magritte du cinéma ont 10 ans pour la RTBF
- En 2020, Dorothée, Hélène et les garçons : génération AB productions pour TF1 et TMC[14]
- En 2019, High Energy - le disco survolté des années 80[15] pour ARTE
- En 2018, Disco Europe Express [16]pour ARTE.
- En 2017, Les Belges, ça ose tout [17]documentaire de prime time de 110 min pour France 3.
- En 2015 et 2016, réalisation des deux volets de Sortie de route[18], mini-série documentaire dédiée à des « losers magnifiques », des personnages oubliés de la culture populaire. pour France 3 et la RTBF
- En 2014, la série documentaire en deux volumes Belgitubes [19]qui raconte l'histoire étonnante d'une vingtaine de tubes belges qui ont fait le tour du monde pour la RTBF
- En 2013, Philippe Geluck, l’échappé belge[20] pour France 3 et la RTBF
- En 2012, Yolande Moreau, les nuages et la terre[21] pour Canal+, France 3 et la RTBF
- En 2011, Sandra Kim, l’autre vie (version courte : Sandra Kim, 25 ans après) pour la RTBF
- En 2006, Plastic Bertrand court toujours[22] pour France 3 et la RTBF
- En 2005, Marc Aryan, chanteur de Charme[23] pour France 3 et la RTBF
- En 2003, Marcel Superstar[2] pour ARTE
- En 2002, Marc Moulin sur écoute[24] pour la RTBF

#### Présentation et scénarisation d’émissions
- De mars 1990 à octobre 1991, service civil chez Image Vidéo asbl / Polygone.
- En octobre 1990 : stagiaire lors de la production et du tournage des Derniers philosophes une série de 50 x 1 min 10 s de Wolinsky pour France 2.
- De février 1991 à décembre 1994, présentation de rubriques et réalisation de reportages pour Clip Clap sur RTL-TVI.
- De février à décembre 1995, préparation et présentation d’une émission-débat hebdomadaire intitulée Parce qu'on est jeunes sur Club RTL.
- De septembre 1996 à juin 1997, réalisation et présentation de séquences dans Crash TV sur La Une/RTBF.

D’août à novembre 1997, développement du concept et scénarisation de La cour des enjeux sur La Une/RTBF.
- En mai 1999, entretiens et commentaires dans le cadre de Mélanie Cohl, une belle histoire, un reportage de 26 minutes pour la RTBF.
- En 1999, écriture des scénarios de l’émission Duel sur La Une/RTBF.
- Durant la saison 1999/2000, réalisation et commentaires de séquences musicales et cinéma pour l’émission Cover sur La Une/RTBF.
- En juin 2001, coprésentation de l’émission Fête de la Musique sur La Deux/RTBF.
- En février 2004, présentation de la soirée Steve Houben sur La Deux/RTBF.

De septembre 2002 à février 2005, coanimation de l’émission de télévision (à propos de cinéma) Screen sur La Deux/ RTBF.
- De juin 2004 à février 2006, présentation d’une chronique hebdomadaire (vu de Belgique) en direct dans le journal télévisé de la mi-journée (Le 12/14) de France 3 Nord-Pas-de-Calais Picardie.
- De septembre 2006 à juin 2007, présentation d’une séquence ‘tubes’ dans le talk-show C’est mieux le matin, sur France 3 Nord-Pas-de-Calais Picardie.
- De janvier 2006 à décembre 2007, présentation de chroniques musicales dans l’émission Ma télé bien-aimée sur La Une/ RTBF.
- D’octobre 2004 à juin 2011, présentation de Al Dente, émission de rencontres de personnalités connues, à la table de différents restaurants, sur BeTV (ex-Canal + Belgique) diffusée chaque samedi à 20h en clair.

### Radio
- Durant l’été 1990, présentation de séquences Que sont-ils devenus diffusées sur VivaCité/RTBF(à l’époque Radio 2).
- D’octobre à décembre 1994, présentation de Parce qu'on est jeunes, une émission ligne ouverte diffusée sur Bel RTL (chaîne privée belge).
- De février 1996 à juin 2005, présentation d’une séquence Médias dans Capitale Matin sur Bruxelles Capitale/RTBF puis dans VivaBruxelles sur VivaCité/RTBF.
- De septembre 1998 à juin 2002, participation au Jeu des dictionnaires et à La semaine infernale sur La 1ère /RTBF.
- De janvier 2001 à juin 2006, présentation de séquences hebdomadaires dans Bonjour quand même sur La 1ère /RTBF.
- Depuis janvier 2001, présentation d’une revue de presse décalée dans Capitale Matin sur Bruxelles Capitale/RTBF puis sur VivaBruxelles/RTBF.
- De septembre 2006 à août 2006, présentations de séquences Tubes sur VivaBruxelles et VivaCité.
- De septembre 2005 à juin 2007, présentation d’une séquence Destins dans C’est à voir sur VivaCité.
- De septembre à décembre 2007, présentation de Hit Factory chaque jour à 13 h sur Classic 21/RTBF.
- De septembre 2007 à décembre 2010, présentation de chroniques quotidiennes dans l’émission A vous de voir diffusée de 8 h 40 à 9 h sur VivaCité/RTBF.
- De juillet 2008 à août 2011, présentation de Hit Story, chaque jour à 13 h durant les vacances de Noël, de Pâques et d’été sur Classic 21/RTBF.
- De septembre 2010 à juin 2011, présentation de My Generation chaque dimanche de midi à 13h sur Classic 21/RTBF.
- De septembre 2011 à juin 2014, production et présentation de l’émission humoristique On n’est pas rentré sur La 1ère /RTBF.
- De septembre 2014 à juin 2015, Classic 21/RTBF a diffusé sa série Hit Story chaque jour dans sa matinale.
- D'août 2015 à juin 2017, présentation et production de l'émission C'est tendance diffusée quotidiennement sur la station nationale française Sud Radio.
- Depuis septembre 2017, présentation et production de l'émission Radio Caroline diffusée chaque samedi de midi à 13h sur Classic 21, la radio pop-rock RTBF où Olivier Monssens raconte les années hippies, de contreculture et de révolution sexuelle entre 1967 et 1975.
- Juillet 2020, présentation du Mug de l'été sur La 1ère / RTBF.
- Depuis septembre 2020, présentation de la chronique Sur une bande magnétique un peu folle dans Le Mug sur La 1ère /RTBF.

### Presse écrite
Olivier Monssens collabore au trimestriel français Schnock. Il a aussi collaboré au quotidien Le Soir, au mensuel Elle Belgique à l'hebdo Moustique (anciennement Télé Moustique), au supplément Weekend du newsmagazine Le Vif/L’Express ainsi qu'à Rock This Town, Brazil et Cinémotions.

### Édition
Il a collaboré avec les éditions Don Quichotte / Le Seuil pour la publication du livre Ariane de Myriam Leroy et a coécrit l'autobiographie de Plastic Bertrand Délires et des larmes parue en 2008 aux Éditions du Rocher.